# Bowerbankia aggregata
Bowerbankia aggregata är en mossdjursart som beskrevs av Charles Henry O'Donoghue 1926. Bowerbankia aggregata ingår i släktet Bowerbankia och familjen Vesiculariidae. Inga underarter finns listade i Catalogue of Life.